# Herbert Morrison
Herbert Stanley Morrison, Baron Morrison of Lambeth, född 3 januari 1888 i Lambeth, London, död 6 mars 1965 i Peckham, London, var en brittisk politiker och minister. 

## Biografi
Morrison var utrikesminister och inrikesminister i krigsregeringen 1940-45, och därefter vice premiärminister 1945-51. Under åren 1945-51 var han också Lordpresident och ledare för underhuset.
Morrison tillhörde Labourpartiet, var ställföreträdande partiledare 1945-55 och försökte vid flera tillfällen bli ledare för detta parti. 
År 1959 adlades Morrison till Baron Morrison av Lambeth. Hans barnbarn är Labourpolitikern Lord Mandelson.